# Remilitarizarea Renaniei
Remilitarizarea Renaniei a avut loc în ziua de 7 martie 1936, și a constat în reocuparea de către armata germană a pozițiilor din zona Renaniei, pe care a fost obligată să le evacueze în urma tratatului de la Versailles.

## Context
Conform articolelor 42, 43 și 44 din tratatul de la Versailles din 1919—impus Germaniei de Aliați după Primul Război Mondial—Germaniei i se interzicea „să păstreze sau să construiască fortificații pe malul stâng al Rinului și pe malul său drept la o distanță mai mică de cincizeci de kilometri de Rin”. Orice fel de încălcare a acestui articol urma să fie „privită ca act ostil... cu intenția de a perturba pacea lumii”.
Tratatele de la Locarno, semnate în 1925 de Germania, Franța, Italia și Regatul Unit, stipulau că Renania va rămâne demilitarizată permanent. Locarno a fost privit ca moment important deoarece a reprezentat acceptarea voluntară de către Germania a statutului demilitarizat al Renaniei. Regatul Unit și Italia garantau frontiera franco-germană și statutul de zonă demilitarizată al Renaniei împotriva oricărei „încălcări flagrante” fără însă a defini ce înseamnă aceasta. 
Tratatul de la Versailles stipula și că forțele militare aliate urmează să se retragă din Renania în 1935; ele s-au retras mai devreme, în 1930. Delegația britanică prezentă la Conferința de la Haga privind despăgubirile de război germane din 1929 (delegație condusă de ministrul de finanțe Philip Snowden, și din care făcea parte Arthur Henderson, ministrul de externe) a propus ca despăgubirile plătite de Germania să fie reduse și ca forțele britanice și franceze să evacueze Renania. Henderson l-a convins pe scepticul premier francez, Aristide Briand, să accepte ca toate forțele aliate de ocupație să evacueze Renania până în iunie 1930. Ultimii soldați britanici au plecat la sfârșitul lui 1929 și ultimii francezi în iunie 1930.
În „discursul de pace” din 21 mai 1935, Adolf Hitler a declarat: „în particular, ei [germanii] vor respecta și vor îndeplini toate obligațiile ce le revin din tratatul de la Locarno, atâta vreme cât și celelalte părți sunt la rândul lor gata să respecte pactul”. Acest rând din discursul lui Hitler a fost scris de ministrul său de externe, baronul Konstantin von Neurath care dorea să-i liniștească pe liderii străini care se simțeau amenințați de denunțarea de către Germania în martie 1935 a pactului V din tratatul de la Versailles, prin care Germania era obligată să-și reducă drastic efectivele militare. În același timp, Neurath dorea să ofere o deschidere pentru viitoarea remilitarizare a Renaniei, de unde și condiționarea respectării tratatului de la Locarno de atitudinea celorlalte părți. La sfârșitul lui 1935, Neurath a lansat zvonuri cum că Germania se gândește la remilitarizarea Renaniei ca răspuns la semnarea pactului franco-sovietic în mai 1935, despre care Neurath a insistat că este o încălcare a tratatelor de la Locarno și o amenințare pentru Germania. În același timp, Neurath a ordonat diplomaților germani să înceapă pregătirea de argumentații legale pentru remilitarizarea Renaniei sub justificarea că pactul franco-sovietic încălca tratatul de la Locarno. Făcând aceasta, Neurath acționa conform instrucțiunilor lui Hitler, și așteptându-se la un moment propice remilitarizării din cauza crizei relațiilor anglo-italiene din cauza războiului din Etiopia.

## Remilitarizarea
La începutul lui 1936, ministrul de externe britanic Sir Anthony Eden a dezvăluit un plan secret de „înțelegere generală” cu scopul de a rezolva toate nemulțumirile Germaniei. Planul lui Eden cerea reîntoarcerea Germaniei în Liga Națiunilor, acceptarea limitării forțelor armate și renunțarea la pretențiile teritoriale din Europa în schimbul remilitarizării Renaniei, retrocedarea coloniilor africane ale Germaniei și „prioritate economică germană pe Dunăre”. În conscință, Germanii au fost informați că britanicii sunt dispuși să înceapă convorbiri privind permiterea remilitarizării Renaniei în schimbul unui „pact aerian” care ar fi interzis bombardarea și al unei promisiuni germane de a nu face uz de forță în scopul modificării frontierelor. Eden și-a definit scopul ca fiind o „înțelegere generală”, care căuta „revenirea la normalitatea anilor '20 și crearea unor condiții în care Hitler să se poată comporta ca Stresemann”. (Gustav Stresemann era un fost ministru german de externe foarte respectat la Londra.) Oferta de a discuta remilitarizarea Renaniei în schimbul unui „pact aerian” i-a pus pe britanici într-o poziție morală precară de pe care nu se mai puteau opune ferm remilitarizării, de vreme ce propunerea lăsa să se înțeleagă că remilitarizarea nu este considerată o amenințare vitală, ci ceva de oferit la schimb, lor nerămânându-le în final decât să se opună felului în care fusese efectuată remilitarizarea (unilateral) și nu remilitarizării înseși. În ianuarie 1936 în timpul vizitei la Londra de la funeraliile regelui George al V-lea, Neurath i-a spus lui Eden: „dacă, însă, ceilalți semnatari sau garanți ai pactului de la Locarno ajung la acorduri bilaterale contrare spiritului pactului de la Locarno, ne vom vedea obligați să ne reconsiderăm atitudinea”. Răspunsul lui Eden la amenințarea voalată a lui Neurath că Germania va remilitariza Renania dacă Adunarea Națională Franceză ratifică pactul franco-sovietic l-a convins că dacă Germania trecea la acțiune, Regatul Unit va lua partea Germaniei împotriva Franței.
În ianuarie 1936, cancelarul german, Führerul Adolf Hitler a hotărât reocuparea Renaniei. Inițial, Hitler planificase remilitarizarea Renaniei în 1937, dar a decis să o grăbească cu un an din mai multe motive, și anume că ratificarea de Adunarea Națională a Franței a pactului franco-sovietic din 1935 îi permitea să-și prezinte acțiunea ca mișcare defensivă împotriva „încercuirii” franco-sovietice; temerile că Franța avea să fie mai bine înarmată în 1937; că guvernul de la Paris tocmai căzuse și țara era guvernată de un cabinet interimar; că problemele economice interne impuneau un succes al politicii externe pentru a recâștiga popularitatea regimului; războiul italo-etiopian, care opusese Regatul Unit Italiei și rupsese frontul Stresa; și că Hitler pur și simplu nu mai putea aștepta încă un an.
La 12 februarie 1936, Hitler s-a întâlnit cu Neurath și cu ambasadorul său Joachim von Ribbentrop să le ceară părerea despre posibila reacție internațională la remilitarizare. Neurath a susținut remilitarizarea, dar a propus ca Germania să negocieze mai mult înainte de a trece la acțiune, în timp ce Ribbentrop a cerut remilitarizarea unilaterală imediată. Ribbentrop i-a spus lui Hitler că dacă Franța atacă Germania din această cauză, Regatul Unit nu i se va alătura, evaluare cu care Neurath nu era de acord, dar una care l-a încurajat pe Hitler să continue.
În aceeași zi, Hitler și-a informat ministrul de război, feldmareșalul Werner von Blomberg, de intenția sa și l-a întrebat pe șeful armatei, generalul Werner von Fritsch, cât va dura transportul câtorva batalioane de infanterie și al unei baterii de artilerie în Renania. Fritsch a răspuns că organizarea ar dura trei zile dar a recomandat negocieri, deoarece credea că armata germană nu este pregătită pentru o luptă directă cu cea franceză. Generalul Ludwig Beck, șeful Statului Major, l-a avertizat pe Hitler că armata germană nu va putea să apere Germania împotriva unui posibil atac francez. Hitler l-a liniștit pe Fritsch, spunându-i că se va asigura că forțele germane vor pleca imediat ce francezii vor interveni militar pentru a le opri avansul. În același timp, Neurath a început să pregățească documente elaborate care să justifice remilitarizarea ca răspuns impus de pactul franco-sovietic, și l-a sfătuit pe Hitler să trimită în Renania foarte puține trupe pentru a le permite germanilor să susțină că nu aceea nu era o „încălcare flagrantă” a tratatelor de la Locarno (atât Regatul Unit cât și Italia erau obligate să răspundă militar doar în cazul unei „încălcări flagrante”). În declarația ce justifica remilitarizarea, pregătită de Neurath pentru presa străină, acțiunea germană era prezentată ca ceva ce i-a fost impus unei Germanii nehotărâte prin ratificarea pactului franco-sovietic, și a sugerat că Germania va readera la Liga Națiunilor dacă se acceptă remilitarizarea.
La 13 februarie 1936, într-o întâlnire cu prințul Bismarck de la ambasada germană de la Londra, Ralph Wigram, șeful Departamentului Central al ministerului britanic de externe a declarat că guvernul britanic dorește un „acord funcțional” pentru un pact aerian care să interzică bombardamentele, și că Regatul Unit ar putea reanaliza tratatele de la Versailles și Locarno în favoarea Germaniei în schimbul unui pact aerian. Prințul Bismarck a raporta Berlinului că Wigram a sugerat că „lucrurile” pe care britanicii erau dispuși să le reanalizeze includeau remilitarizarea. La 22 februarie 1936, Benito Mussolini, care era supărat din cauza sancțiunilor Ligii Națiunilor aplicate țării lui din cauza agresiunii împotriva Etiopiei, i-a spus ambasadorului german de la Roma, Ulrich von Hassell, că Italia va renunța la Locarno dacă Germania va remilitariza Renania. Chiar dacă Mussolini dorea onorarea obligațiilor de la Locarno, apăruseră probleme practice, întrucât grosul armatei italiene era la acel moment ocupată cu cucerirea Etiopiei, și nu exista o frontieră comună italo-germană.
Istoricii au păreri divergente privind relațiile dintre hotărârea lui Hitler de a remilitariza Renania în 1936 și privind scopurile ei pe termen lung. Acei istorici care susțin o interpretare „intenționistă” a politicii externe germane, cum ar fi Klaus Hildebrand și Andreas Hillgruber, văd în remilitarizarea Renaniei doar o etapă a planului mai complex al lui Hitler privind cucerirea lumii. Acei istorici care au o abordare „funcționalistă” văd în remilitarizarea Renaniei mai mult ca pe un răspuns improvizat ad-hoc din partea lui Hitler la criza economică din 1936 ca metodă simplă și necostisitoare de a restaura popularitatea regimului. Așa cum nota Hildebrand însuși, aceste interpretări nu sunt neapărat mutual exclusive. Hildebrand a susținut că deși Hitler are un program pregătit pentru dominația lumii, felul în care Hitler a încercat să-și execute „programul” a fost mai mult improvizat și influențat mult de factori structurali atât pe scena internațională, cât și pe plan intern, improvizații asupra cărora adesea Hitler nu avea niciun control.
La scurt timp după zorii zilei de 7 martie 1936, nouăsprezece batalioane germane de  infanterie și câteva avioane au pătruns în Renania. Ele au ajuns la râul Rin la orele 11:00 a.m.și alte 10 batalioane le-au urmat pe malul vestic al Rinului. Când trupele de recunoaștere au aflat că mii de soldați francezi se adună la granița franco-germană, generalul Blomberg l-a rugat pe Hitler să evacueze armata germană. Hitler a întrebat dacă trupele franceze au trecut granița și, când a fost informat că nu, el l-a asigurat pe Blomberg că vor aștepta până când vor ataca. În contrast cu Blomberg care era foarte agitat în timpul operațîunii, Neurath a rămas calm și l-a sfătuit pe Hitler să continue.
Heinz Guderian, un general german interogat de ofițerii francezi după al Doilea Război Mondial, a susținut că: „dacă voi, francezii, ați fi intervenit în Renania în 1936, am fi fost scufundați și Hitler ar fi căzut”. Hitler a spus și el că:
| “ | Cele patruzeci și opt de ore de după marșul în Renania au fost cele mai stresante din viața mea. Dacă francezii ar fi pătruns în Renania, ar fi trebuit să ne retragem cu coada între picioare, căci resursele militare de care dispuneam erau totalmente inadecvate nici măcar pentru o rezistență moderată.” | ” |